# Iglesia de San Biagio Maggiore
La iglesia de San Biagio Maggiore es una antigua iglesia católica, hoy desconsagrada, de la ciudad de Nápoles, Italia. Está localizada en el centro histórico de la ciudad, en el cruce de las calles San Gregorio Armeno y San Biagio dei Librai.
Actualmente, es utilizada como sede de la Fundación Giambattista Vico.

## Historia y descripción
La iglesia está dedicada a Blas de Sebaste, muy venerado por el pueblo, sobre todo gracias a las monjas armenias que llegaron a Nápoles llevando consigo las reliquias del santo y salvándolas de la iconoclasia.
La iglesia es adyacente a la Iglesia de San Gennaro all'Olmo y fue fundada en 1631 por el cardenal Francesco Boncompagni, quien quiso levantarla juntando la antigua capilla de San Blas con la sacristía de San Gennaro. La calle San Biagio dei Librai, que recibe el nombre de la iglesia, era sede de muchos libreros quienes cuidaron de este edificio de culto. Sin embargo, pese a su importancia histórico-monumental, la iglesia quedó cerrada durante mucho tiempo y fue reabierta solo en 2007, después de considerables obras de renovación, gracias a la Fundación Giambattista Vico, que estableció ahí su sede.
El edificio, aunque no es muy amplio, alberga relevantes obras artísticas, como el monumental altar mayor polícromo y el piso de mayólica del siglo XVIII. La estatua de San Blas fue trasladada a la cercana iglesia de los Santos Filippo y Giacomo. En la iglesia se conservan las cenizas de Marco Aurelio Severino, médico de origen calabrés del siglo XVII, muerto asistiendo a los apestados.

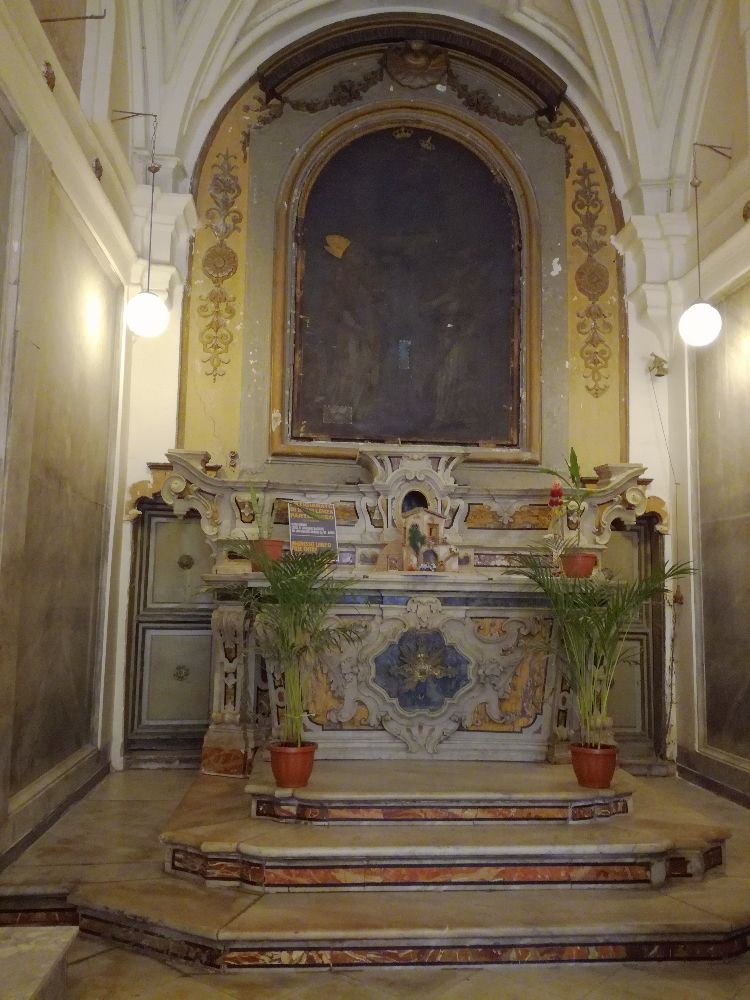
Altar mayor polícromo
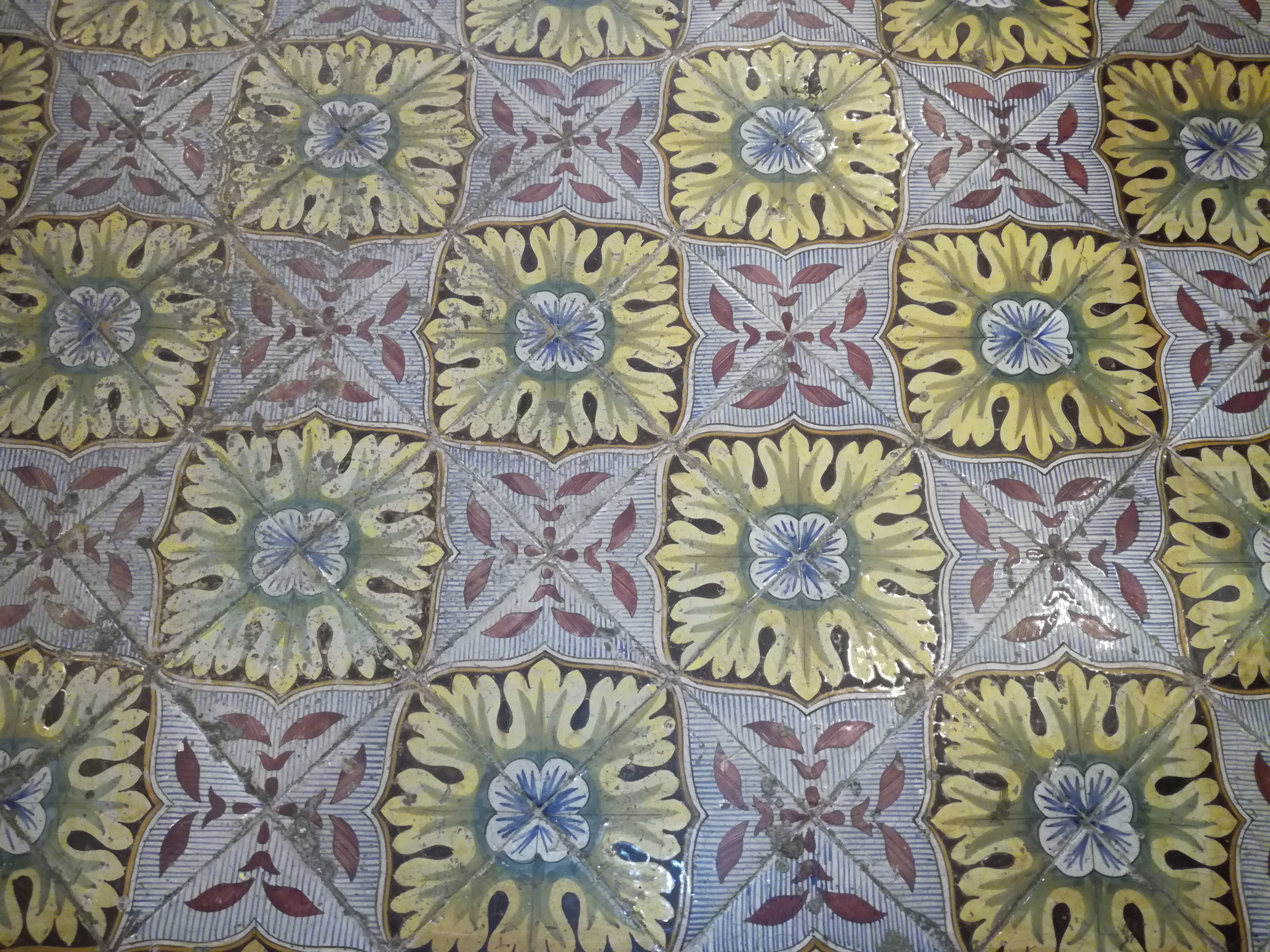
El piso de mayólica